# Podhum, Črna gora
Podhum (izvirno črnogorsko Подхум) je naselje v Črni gori, ki upravno spada pod občino Tuzi.

## Demografija
| Pregled števila prebivalstva po letih | Pregled števila prebivalstva po letih | Pregled števila prebivalstva po letih | Pregled števila prebivalstva po letih | Pregled števila prebivalstva po letih | Pregled števila prebivalstva po letih | Pregled števila prebivalstva po letih |
| ------------------------------------- | ------------------------------------- | ------------------------------------- | ------------------------------------- | ------------------------------------- | ------------------------------------- | ------------------------------------- |
| 1948                                  | 1953                                  | 1961                                  | 1971                                  | 1981                                  | 1991                                  | 2003                                  |
| 100                                   | 121                                   | 162                                   | 216                                   | 268                                   | 279                                   | 303                                   |